# 'Illa
’Illa är beteckningen på den specifika anledningen som ligger bakom en regel inom den islamska lagen. Ett exempel på ’illa är alkoholens berusande effekt vilken gör alkoholhaltiga drycker förbjudna (haram) inom islam. I uppenbarelsen nämns att vin är förbjudet att dricka. Däremot nämns inga andra exempel på alkoholhaltiga drycker, ändå är förtäring av all alkohol förbjuden enligt islam. Detta beror på att alkoholens ’illa är berusning vilket är just vad man vill undvika.
Ett annat exempel är det islamiska förbudet mot hasardspel. Den förekomna anledningen bakom förbudet (’illa) mot hasardspel är risken för ekonomisk förlust som kan leda till ekonomiskt ruinering för personen som ägnar sig åt det. Alltså är ’illa bakom förbudet mot hasardspel den ekonomiska risken som det medför, på samma sätt som ’illa bakom alkoholhaltiga drycker är den berusande effekt som man vill undvika. Det som kan vara problematiskt är att finna och förstå vad som är ’illa bakom ett visst förbud, alltså vad är egentligen Guds vilja och mening med ett specifikt förbud? 
För att förstå och finna svaret på detta finns olika typer av metoder att gå till väga med. Det finns ’illa som nämns direkt i uppenbarelsens källor, texter där det direkt står anledningen bakom en regel. Eller så nämns inte anledningen konkret utan förstås utifrån den kontext i vilken regeln eller förbudet är beskrivet.